# 峨眉裂瓜
峨眉裂瓜（学名：Schizopepon monoicus），为葫芦科裂瓜属下的一个植物种。